# NGC 4380
NGC 4380 في الفهرس العام الجديد، هي جرم بل لاسرتا، تقع في كوكبة العذراء. اكتشفت في 10 مارس 1826 بواسطة جون هيرشل.

## روابط خارجية
- NGC 4380 على موقع ويكي سكاي: DSS2, SDSS, GALEX, IRAS, Hydrogen α, X-Ray, Astrophoto, Sky Map, Articles and images